# No Fare
No Fare è un cortometraggio muto del 1928 diretto da Charles Lamont.

## Produzione
Il film fu prodotto dalla Jack White (come Juvenile Comedies).

## Distribuzione
Distribuito dalla Educational Film Exchanges, il film - un cortometraggio di 440 metri - uscì nelle sale cinematografiche USA l'8 aprile 1928.